# 코니시 히로코
코니시 히로코(일본어: 小西 寛子 こにし ひろこ[*])는 일본의 성우, 가수이다. 사이타마현 가와고에시 출신. 1978년 12월 26일생.